# Harry Nilsson
Harry Nilsson, all'anagrafe Harry Edward Nilsson III, noto anche con lo pseudonimo di Bo Pete, Johnny Niles e Buck Earle (New York, 15 giugno 1941 – Agoura Hills, 15 gennaio 1994), è stato un cantautore e musicista statunitense, attivo soprattutto negli anni sessanta e settanta.
Durante la sua carriera, Nilsson è divenuto celebre grazie a interpretazioni di brani altrui come, ad esempio, Everybody's Talkin' di Fred Neil e Without You, composta da Pete Ham e Tom Evans originariamente per i Badfinger. Nilsson ha anche composto musica per altri artisti e pubblicato album solisti accolti positivamente.
Lo stile musicale di Nilsson sintetizza diversi elementi delle tradizioni pop (pop barocco, pop psichedelico, sunshine pop) e rock (soft rock, hard rock). A partire dalla metà degli anni settanta, il suo stile si orientò sempre più all'easy listening. AllMusic lo considera anche un artista di musica d'autore.

## Biografia
Di presunte origini scandinave, Nilsson nacque nel 1941 a New York e si trasferì con la famiglia in California quando aveva dieci anni. Iniziò a scrivere canzoni durante il tempo libero, guadagnandosi da vivere facendo il programmatore in una banca. Dopo che due delle sue tracce vennero incise dalle Ronettes di Phil Spector e uno dai Modern Folk Quartet, Nilsson decise di intraprendere la carriera musicale, dapprima usando l'alias Johnny Niles e poi come membro dei New Salvation Singers. Altre sue tracce vennero incise da Rick Nelson, The Turtles e Blood, Sweat & Tears.
Stando a delle fonti, Nilsson si sarebbe candidato per entrare a far parte dei Monkees, ma non venne selezionato in quanto non rispondente ai canoni di bellezza richiesta. Nonostante ciò la band inciderà la sua Cuddly Toy nel 1967. Dopo aver abbandonato il lavoro in banca, Nilsson pubblicò il primo vero album in studio Pandemonium Shadow Show (1967) che, nonostante gli insoddisfacenti esiti commerciali, catturò l'attenzione di John Lennon, il quale dichiarò «Nilsson è il mio complesso preferito»; ciò è dovuto al fatto che le armonie vocali del disco comprendono fino a venti voci eseguite dallo stesso Nilsson con ripetute sovrincisioni. Seguì Aerial Ballet, visto dalla critica come uno dei suoi dischi migliori.
Il primo singolo di successo di Nilsson Everybody's Talkin' (1968) verrà usato nel film Un uomo da marciapiede (1969). Durante i primi anni settanta uscirono Nilsson Sings Newman (1970), una raccolta di interpretazioni di Randy Newman, The Point! (1970) e il disco di platino Nilsson Schmilsson (1971), contenente Jump into the Fire, Coconut e soprattutto la cover dei Badfinger Without You, il suo brano più famoso. 
Tra il 1973 e 1974 Harry Nilsson, insieme a Keith Moon e Ringo Starr, fu protagonista del cosiddetto Lost Weekend di John Lennon, un periodo di 18 mesi che Lennon passò per lo più in stato di ebbrezza da un locale all'altro. Fu in questo periodo che John Lennon partorì l'album solista Walls and Bridges, che vede Old Dirt Road, canzone scritta insieme ad Harry Nilsson. Sempre in questo periodo John Lennon produsse l'album Pussy Cats di Nilsson ed entrambi partecipano come scrittori e musicisti nell'album Goodnight Vienna di Ringo Starr.
Durante la sua carriera, Nilsson compose anche alcune colonne sonore quali Skidoo (1968), La punta (1970), film di cui fu anche l'ideatore, Son of Dracula (1974) e Popeye (1980).
Affetto da problemi congeniti al cuore, Nilsson morì di infarto il 15 gennaio 1994, nella sua casa di Agoura Hills, in California, all'età di 52 anni. È sepolto nel Pierce Brothers Valley Oaks Memorial Park (Westlake Village, California).

## Vita privata
Si sposò tre volte ed ebbe sette figli; con la terza moglie rimase sposato fino alla propria morte, dopo due divorzi.

## Discografia

### Album in studio
- 1966 – Spotlight on Nilsson
- 1967 – Pandemonium Shadow Show
- 1968 – Aerial Ballet
- 1969 – Harry
- 1970 – Nilsson Sings Newman
- 1971 – Aerial Pandemonium Ballet
- 1971 – Nilsson Schmilsson
- 1972 – Son of Schmilsson
- 1973 – A Little Touch of Schmilsson in the Night
- 1974 – Pussy Cats
- 1975 – Duit on Mon Dei
- 1976 – Sandman
- 1976 – ...That's the Way It Is
- 1977 – Knnillssonn
- 1977 – Early Tymes
- 1980 – Flash Harry

### Colonne sonore
- 1968 – Skidoo
- 1971 – The Point!
- 1974 – Son of Dracula
- 1980 – Popeye

### Raccolte
- 1978 – Greatest Hits
- 1988 – A Touch More Schmilsson in the Night
- 1989 – All Time Greatest Hits
- 1995 – Personal Best: The Harry Nilsson Anthology
- 2001 – Hollywood Dreamer
- 2006 – Everybody's Talkin': The Very Best of Harry Nilsson

### Singoli
- 1964 – Baa Baa Blacksheep (come Bo Pete)
- 1964 – Do You Wanna (Have Some Fun) (come Bo Pete)
- 1964 – Donna I Understand (come Johnny Niles)
- 1964 – Sixteen Tons
- 1965 – You Can't Take Your Love Away From Me
- 1965 – The Path That Leads to Trouble (con i New Salvation Singers)
- 1966 – She's Yours
- 1967 – Without Her
- 1967 – You Can't Do That
- 1967 – River Deep - Mountain High
- 1967 – Good Old Desk
- 1968 – One
- 1968 – Everybody's Talkin'
- 1969 – I Will Take You There
- 1969 – Good Times
- 1969 – Maybe
- 1969 – I Guess the Lord Must Be in New York City
- 1970 – Waiting
- 1970 – Caroline
- 1970 – Down to the Valley
- 1971 – Me and My Arrow
- 1971 – Without You
- 1972 – Jump into the Fire
- 1972 – Coconut
- 1972 – Joy (come Buck Earle)
- 1972 – Spaceman
- 1972 – Remember (Christmas)
- 1973 – As Time Goes By
- 1974 – Daybreak
- 1974 – Many Rivers to Cross
- 1974 – Subterranean Homesick Blues
- 1974 – Save the Last Dance for Me
- 1974 – Don't Forget Me
- 1974 – A Toot and a Snore in '74 (come Nilssonm, con John Lennon, Paul McCartney, Stevie Wonder)
- 1975 – A Love Like Yours (con Cher)
- 1975 – Kojak Columbo
- 1976 – Something True
- 1976 – Sail Away
- 1976 – Just One Look/Baby I'm Yours (con Lynda Laurence)
- 1977 – Who Done It?
- 1977 – All I Think About Is You
- 1977 – Lean On Me
- 1978 – Ain't It Kinda Wonderful
- 1980 – I Don't Need You
- 1980 – Rain
- 1982 – With a Bullet
- 1984 – Loneliness